# Olga Dokoupilová
Olga Dokoupilová (6. ledna 1882 Luká-Javoříčko – ?) byla moravská pedagožka a sociální pracovnice.

## Životopis
Narodila se v rodině Františka Dokoupila, rolníka v Javoříčku, a Anastázie Dokoupilové-Izákové z Měrotína. Měla šest starších sourozenců: MUDr. Franze Dokoupila, Ludmillu Dokoupilovou, Bohumilu Dokoupilovou, Kristinu Dokoupilovou, Jána Dokoupila a Annu Hanosovou-Dokoupilovou.
Prošla postupně obecnou školou v Javoříčku, měšťanskou školou v klášteře sv. Voršily v Olomouci a dívčím pedagogiem v Chrudimi, kde maturovala 17. srpna 1902. Roku 1904 získala vysvědčení pro školy obecné a 1906 pro školy měšťanské z předmětů skupiny přírodovědecké a matematiky. Jako učitelka následně působila v Hovězí, v Novém Hrozenkově a později též ve Vsetíně jako zatímní učitelka 2. třídy. 30. srpna 1907 se stala odbornou učitelkou v Bzenci a roku 1910 v Žabovřeskách, kde se později stala také ředitelkou měšťanské školy.
27. července 1920 vystoupila z římskokatolické církve.
Účastnila se aktivně též spolkového života a byla členkou Jednoty učitelek moravských, již v letech 1932–1934 vedla jako starostka, Klubu přírodovědeckého v Brně (revizorka účtů), Moravské musejní společnosti ad. Psala odborné články v tématům feminismu, abstinence, školství a výchovy. Její práce vycházely např. v Ženské revui, Věstníku učitelském, Časopisu Československé obce učitelské, Listu Říšského svazu československých učitelek či Pokrokovém obzoru.
V Brně bydlela na adrese Svatopluka Čecha 42.